# مهندسی مصالح ساختمانی
مهندسی مواد سازه ( مهندسی مصالح ساختمانی) (به انگلیسی: Structural materials, construction materials) بخشی از مهندسی عمران است. در مهندسی عمران، مهندسی مواد سازه در مورد مواد یا مصالح مورد استفاده در سازه‌ها صحبت می‌کند  .